# Йохан III фон Киркел
Йохан III фон Киркел (на немски: Johann III, Herr von Kirkel; † 1338) е господар на замък Киркел в Саарланд.

## Произход
Той е син на Лудвиг I фон Киркел-Монклер († сл. 1311) и съпругата му Ирменгард фон Майзембург († 1324), вдовица на Симон де Монклер († 1297/1300), дъщеря на Валтер IV фон Майзенбург († 1288) и Изабела де Ньофшато. Внук е на Йохан/Йоханес I фон Киркел († сл. 1271) и Елизабет фон Лихтенберг († сл. 1271), дъщеря на Лудвиг I фон Лихтенберг († 1252). Правнук е на Алберт фон Зирсберг († 13 век) и фон Сарверден и Киркел, внучка на граф Лудвиг I фон Сарверден († сл. 1200), дъщеря на граф Хайнрих I фон Сарверден-Киркел († 1242) и Ирментруд фон Боланден († сл. 1256).
Замъкът Киркел е построен през 1075 г. Господството Киркел се създава при подялбата на графството Саарверден през 1212/1214 г. Господарите фон Киркел измират през 1386 г.

## Фамилия
Йохан III фон Киркел се жени за Агнес фон Геролдсек-Лар († сл. 1338), дъщеря на Валтер IV фон Геролдсек († 1355) и Елизабет фон Лихтенберг († сл. 1314), дъщеря на Йохан I фон Лихтенберг († 1315) и Аделхайд фон Верденберг († 1343). Те нямат деца.
Йохан III фон Киркел има една незаконна дъщеря:
- Анна фон Киркел, омъжена пр. 23 юни 1347 г. за Йохан фон Юзенберг-Ендинген († 1 януари/18 юли 1376), син на Буркард IV фон Юзенберг († 1336) и Луггарт фон Геролдсек, дъщеря на Херман II фон Геролдсек († 1298) и Ута фон Тюбинген († сл. 1302).